# Gigantornis

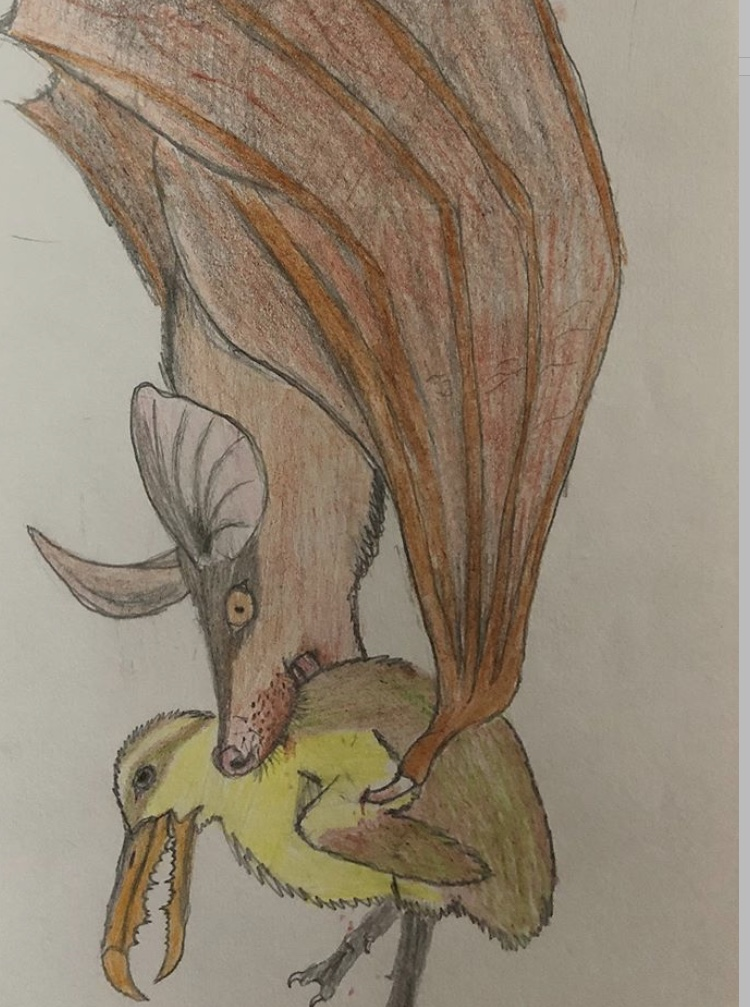
Dibujo de la gigantornis devorando a un pollito.

Gigantornis es un género de aves marinas voladoras gigantes extintas que habitaron los océanos durante el Eoceno. Se lo describió para incluir a Gigantornis eaglesomei, su especie tipo de Nigeria, si bien otros restos exhumados desde Bélgica pasando por Togo hasta la Antártida fueron tentativamente vinculados a este género, incluyendo el espécimen de ave voladora de mayor tamaño.

## Taxonomía
Este género fue dado a conocer en el año 1916 por el paleontólogo Charles William Andrews.
El taxón fue identificado por un esternón incompleto, encontrado en depósitos de Formación Ameki (asignada al Eoceno Medio) en la localidad de Ameki, Nigeria, en la costa centro-oeste de África.
Se lo consideró relacionado con los actuales albatros (Procellariiformes), pero posteriormente se lo incluyó entre los pelagornítidos o aves pseudodentadas.
Restos encontrados en estratos correspondientes al Eoceno Medio de Kpogamé-Hahotoé —Togo—, primeramente identificados como Aequornis traversei, también se los ha relacionado con Gigantornis eaglesomei.
Algo similar ocurre con restos recuperados en estratos del Eoceno Medio de Bélgica, los que habían sido relacionados a Dasornis emuinus (Bowerbank, 1854) pero que también probablemente correspondan a Gigantornis.

## Características
Se trata de las aves voladoras con mayor envergadura, superior a 6 metros. 